# Issa Bagayogo

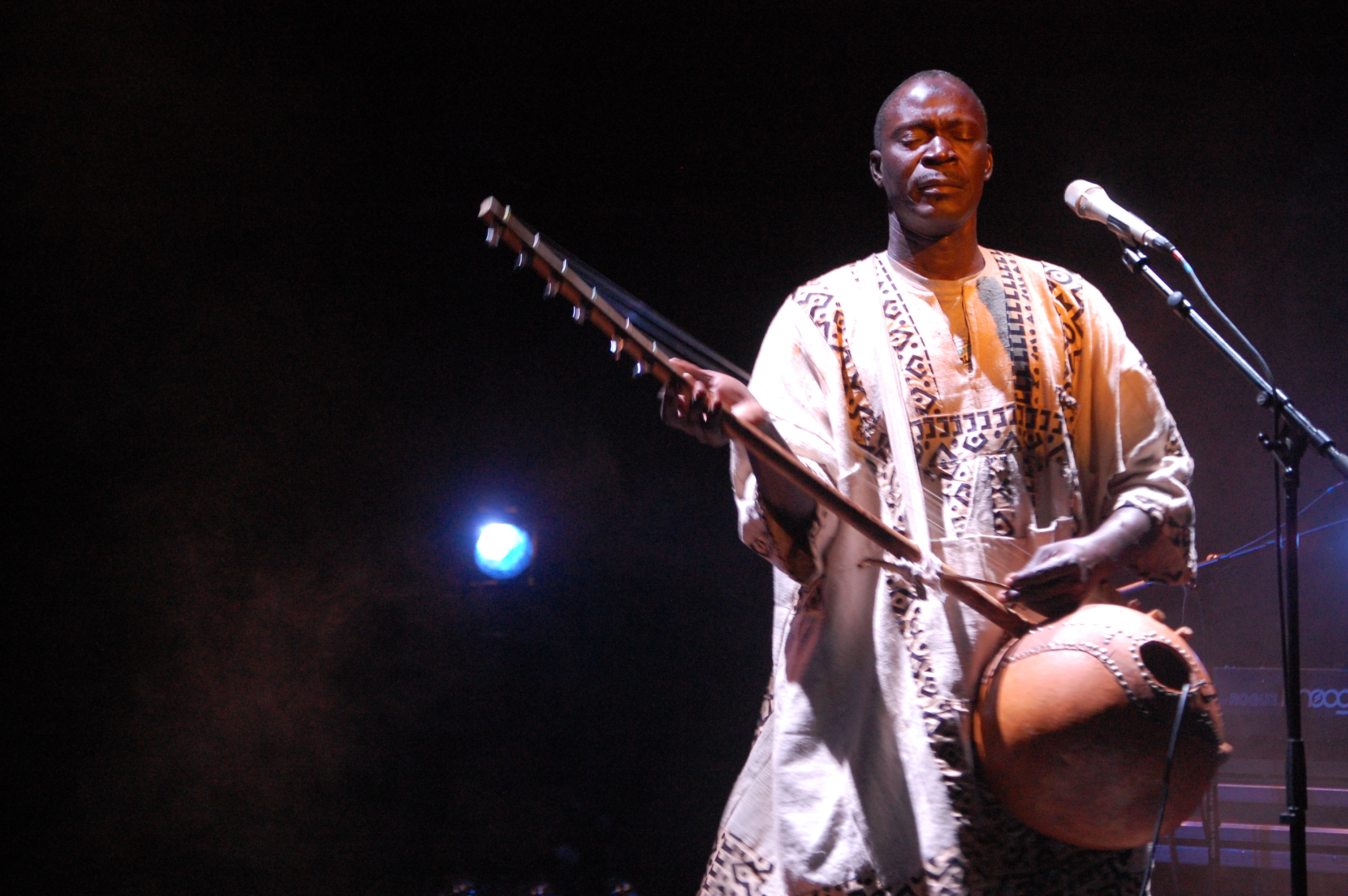
Issa Bagayogo

Issa Bagayogo (* 1961; † Oktober 2016) war ein malischer Musiker. Er veröffentlichte vier Alben beim Label Six Degrees Records. Auf diesen spielte er selbst Ngoni und sang, Yves Wernert war sein Keyboarder und Produzent. Er mischte westliche Technobeats, Loops, Samples, E-Gitarren, Schlagzeug und Bass mit den Instrumenten Afrikas, allen voran seine Kora.

## Diskographie
- Sya (1998 – Six Degrees Records)
- Timbuktu (2002 – Six Degrees Records)
- Tassoumakan (2004 – Six Degrees Records)
- Mali Koura (2008 – Six Degrees Records)